# Rootsiküla, Kynö
Rootsiküla är en ort på Kynö i sydvästra Estland. Den ligger i Kynö kommun och i landskapet Pärnumaa, 150 km söder om huvudstaden Tallinn. Antalet invånare är 104. Det har funnits en estlandssvensk befolkning på Kynö och ortnamnet Rootsiküla är estniska för svenskbyn.
Terrängen på Kynö är mycket platt och Rootsiküla ligger 9 meter över havet.